# Prima Love
Prima Love es un canal de televisión privado checo, perteneciente a FTV Prima. Está dirigido principalmente al público femenino.

## Historia
FTV Prima obtuvo la licencia para su segundo canal, llamado Prima Klub, en julio de 2008. Con la llegada de la crisis económica, la televisión decidió posponer el lanzamiento del canal, y mientras tanto, logró lanzar un segundo canal, Prima Cool, en abril de 2009.
Debido a la obligación legal de comenzar a transmitir a más tardar un año después de que se otorgó la licencia, este canal tuvo que lanzarse a más tardar en julio de 2009. Por lo tanto, FTV Prima solicitó al Consejo de Radiodifusión y Televisión que cambiara las condiciones de la licencia del canal Prima Klub y lanzó un nuevo proyecto, el canal R1, que empezó a emitir el 15 de junio de 2009. Esto le permitió a Prima conservar su licencia para el tercer canal.
En febrero de 2011, solicitó nuevamente un cambio en las condiciones de la licencia y, desde que se otorgó, el canal pasó a llamarse Prima Love, iniciando sus emisiones el 8 de marzo de 2011.

## Programación
- Desperate Housewives
- The Office
- Sex and the City
- Ally McBeal
- Frasier
- Charmed
- Sabrina the Teenage Witch
- Gossip Girl
- La niñera
- Pretty Little Liars
- Family Ties
- Velvet
- Dolunay

## Imagen corporativa

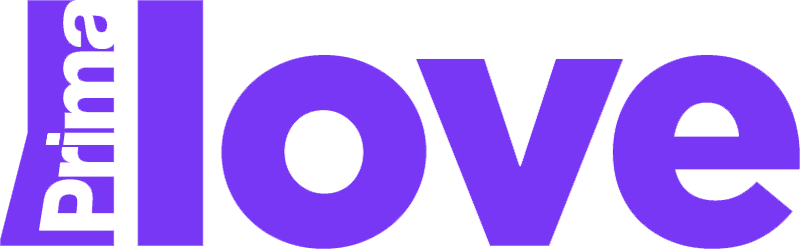
2013[3] - 2018
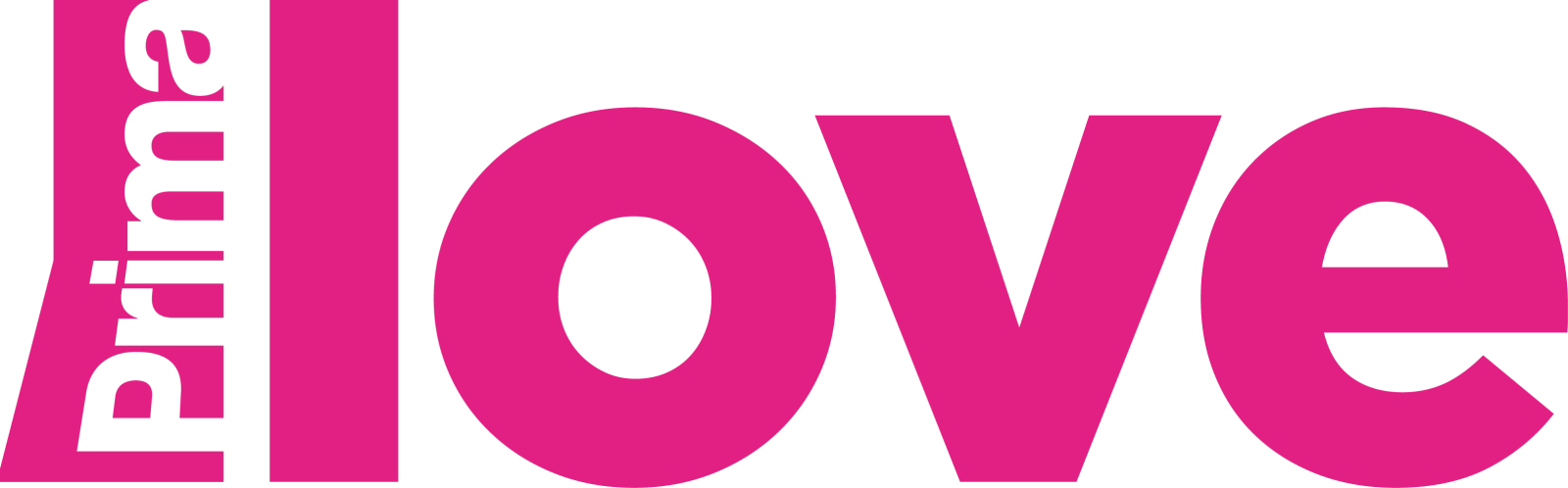
Desde 2018